# Stenophylax lateralis
Stenophylax lateralis är en nattsländeart som först beskrevs av Stephens 1837.  Stenophylax lateralis ingår i släktet Stenophylax och familjen husmasknattsländor. Inga underarter finns listade i Catalogue of Life.